# سیران (خنداب)
سیران، روستایی واقع در دهستان دهچال از توابع شهرستان خنداب واقع در استان مرکزی می باشد.روستای سیران با روستاهای چخماغ تپه، پوران،مجدآباد، دهچال، چزان هم مرز می باشد.رودخانه قره چای مابین سیران و چزان قرار گرفته است.که این رودخانه به دلیل ایجاد سدها در بالادست در اغلب مواقع خشک و بی آب است. 

## جمعیت
برطبق سرشماری سال 1395 جمعیت این روستا 680 نفر است.
این روستا دارای ریشه تاریخی بسیار غنی و قدیمی می باشد و 2 اثر باستانی متعلق به این روستا در فهرست آثار باستانی استان مرکزی ثبت شده است.
روستای سیران به لحاظ جغرافیایی در زمین های پست ترین دشت که با کوهها و تپه ها محصور شده نام محلی چال شراه را به خود اختصاص داده.
بسیاری از بزرگان سیران در ایام قدیم بعد از فوت در روستای شیث پیغمبر بخاک سپرده شده اند
```
1-تپه دوتپان سیران/قدمت:دوران اشکانی-ساسانی2-تپه سیران خرابه/قدمت:قرون میانه و متاخر اسلامی
```

## زبان
زبان غالب و اصلی اهالی این روستا زبان لکی میباشد.
این روستا از چند طایفه بنام ورمال‌، سرتپه،،سبزی تشکیل شده است .
روستای سیران به لحاظ جغرافیایی در زمین های پست ترین دشت که با کوهها و تپه ها محصور شده نام محلی چال شراه را به خود اختصاص داده.

## مشاغل
اهالی روستای سیران بکار کشاورزی و باغ داری مشغول بوده اند.باغ های انگور آن یکی از بهترین باغ های منطقه خنداب بوده 